# Tar Sándor
Tar Sándor (Hajdúsámson, 1941. április 5. – Debrecen, 2005. január 30.) József Attila-díjas magyar író, szociográfus.

## Pályája
Szegényparaszti családban nőtt fel, gyerekkorától megszállottan olvasott, verseket, történeteket írt. A debreceni gépipari technikumban érettségizett, végzettségét tekintve fegyver-, lőszer- és robbanóanyag-technikus volt, az orvosi műszergyárban dolgozott 1992-ben bekövetkezett elbocsátásáig, azután munkanélküliként tengette életét. 1991-től 1999-ig a Holmi szerkesztőbizottságának tagja volt. 2005 januárjában hunyt el debreceni otthonában.
Több tucatnyi elbeszélése, novellája látott napvilágot, de írt regényeket és szociográfiai munkákat is. Elbeszélései a perifériára szorult emberek sorsát örökítik meg, akiket maga alá gyűrt a kilátástalanság és a nyomor. A rendszerváltozás vesztesei ők: munkanélküliek, kiszolgáltatottak, betegek. Figurái többnyire egyszerű, tanulatlan emberek, ám gyakran ábrázol magasabb végzettséggel rendelkezőket is, akiket a valóság végül rádöbbent erőfeszítéseik haszontalanságára. Írói munkáját több díjjal is elismerték, többek közt József Attila-díjjal (1997) és Márai Sándor-díjjal (1998). Művei francia, finn és német kiadóknál is megjelentek.

## Az állambiztonsági szolgálatnak végzett tevékenysége
Miután Berkovits György a Budapesti Jelenlétben félreérthetetlen utalást tett rá, az író 1999-ben nyilvánosságra hozta, hogy 1978-tól a III/III-as ügyosztály besúgójaként tevékenykedett. Számos személyt figyelt meg, többek között Kenedi János történészt is. Levélváltásukat az Élet és Irodalom közölte le. A levélváltást komoly vita követte a sajtóban.
Az ügynökmúltjáról szóló önéletrajzi ihletésű regénye Az áruló. Filmregény címmel jelent meg. Ménes Attila, Tar Sándor közeli barátja szerint Tart azért tudták beszervezni, mert homoszexuális volt, és ezt titkolta – Ménes így mutatta be Tar történetét Bihari című drámájában, és ezt a magyarázatot Tar Sándor sem cáfolta a sajtónak adott interjúiban. Ugyanakkor Ménes azt is elmondja, hogy ügynökként Tar Sándor túlteljesítette az elvárásokat: nem volt tekintettel a besúgottakra, olyan információkat is kiadott a hatalomnak, amelyeket titokban tarthatott volna.

## Művei
- A 6714-es személy (elbeszélések), Magvető, Budapest, 1981
- Mért jó a póknak? (elbeszélések), Szépirodalmi, Budapest, 1989)
- A te országod (válogatott és új novellák), Századvég, Budapest, 1993
- Ennyi volt (novellák), Cégér, Budapest, 1993
- Minden messze van (kisregény), Határ Könyvek, Debrecen, 1995
- A mi utcánk (regény), Magvető, Budapest, 1995
- Szürke galamb. Bűnregény; Magvető, Bp., 1996
- Lassú teher (novellák), Magvető, Budapest, 1998
- Nóra jön (válogatott és új novellák), Magvető, Budapest, 2000
- Az áruló. Filmregény, Litera.hu, 2003 (csak online jelent meg)
- A térkép szélén (elbeszélések), Magvető, Budapest, 2003
- Az alku. Gonosz történetek (elbeszélések), Noran, Budapest, 2004
- Te következel (válogatott elbeszélések), Magvető, Budapest, 2008 ISBN 9789631426809
- Tájékoztató; szerk. Lakner Lajos; Déri Múzeum, Debrecen, 2017
- Vén Ede. A vagy.hu online újságban megjelent írások, 2003–2005; szerk. Porcsin Zsolt; Együtt Debrecenért Egyesület, Debrecen, 2018
- Kicsi fények. Tar Sándor összegyűjtött versei, szerk. Pótor Barnabás, Déri Múzeum, Debrecen, 2025.

#### Külföldön kiadott művei
- Szivija golob (Szürke galamb); ford. bolgárra Martin Hristov; Ergo, Szófia, 2008 (Moderna evropejska proza)
- Arenata pred teb. Izbrani razkazi; ford. bolgárra Elena Batinkova et al.; Ergo, Szófia, 2011 (Moderna evropejska proza)
- Our street (A mi utcánk); ford. angolra Judith Sollosy; Contra Mundum Press, New York–London–Melbourne, 2015

## Díjak
- 1976 – a Mozgó Világ szociográfiai pályázatának első díja
- 1981 – a legjobb első kötet díja
- 1985 – Déry Tibor-jutalom
- 1986 – Soros-ösztöndíj
- 1989 – A jövő irodalmáért díj
- 1989 – Darvas József-díj
- 1990 – Artisjus irodalmi díj
- 1992 – A Művészeti Alap irodalmi díja
- 1993 – Alföld-díj
- 1994 – Nagy Lajos-díj
- 1994 – Soros-ösztöndíj
- 1995 – Krúdy-díj
- 1997 – József Attila-díj
- 1998 – Márai Sándor-díj

## Megjelenése a kultúrában
- A mi országunk. Mai magyar színdarabok Tar Sándor nyomán; szerk. Szűcs Mónika; Selinunte, Bp., 2019 (Olvasópróba)
- "... most aztán nézhetek magam után...". Levelek Tar Sándorhoz; szerk., jegyz., tan. Lakner Lajos; Déri Múzeum, Debrecen, 2021
- "A hangadó" Tanulmányok Tar Sándorról és írásművészetéről, szerk. Lakner Lajos, Pótor Barnabás, Déri Múzeum, Debrecen, 2025.